# Dhaain av Maldiverna
Rehendhi Dhaain Kabaidhi Kilage var monark, med titeln sultaninna, över Maldiverna från 1383 till 1388. 
Hon var dotter till sultan Mohamed I och efterträdde sin far vid hans död 1383. Hon tvingades abdikera till förmån för sin make, Abdullah II. 